# Novo Selo Žumberačko
 Novo Selo Žumberačko  falu Horvátországban Zágráb megyében. Közigazgatásilag Szamoborhoz tartozik.

## Fekvése
Zágrábtól 37 km-re, községközpontjától 17 km-re nyugatra a Zsumberk-Szamobori-hegység területén fekszik.

## Története
1830-ban 8 házában 97 lakos élt, akik közül 53 római katolikus és 44 görögkatolikus volt. 
A falunak 1857-ben 137, 1910-ben 205 lakosa volt. Trianon előtt Zágráb vármegye Szamobori járásához tartozott. Az iskola épülete 1931-ben épült, azelőtt Jakov Juratovac házában működött az iskola. A régi iskolaépület jelenleg üres. A falunak  2011-ben 24 lakosa volt. Lakói mezőgazdasággal, állattartással, szőlőműveléssel foglalkoznak. A kaljei Szent Mihály plébániához tartoznak.

## Lakosság
| Lakosság változása | Lakosság változása | Lakosság változása | Lakosság változása | Lakosság változása | Lakosság változása | Lakosság változása | Lakosság változása | Lakosság változása | Lakosság változása | Lakosság változása | Lakosság változása | Lakosság változása | Lakosság változása | Lakosság változása | Lakosság változása |
| ------------------ | ------------------ | ------------------ | ------------------ | ------------------ | ------------------ | ------------------ | ------------------ | ------------------ | ------------------ | ------------------ | ------------------ | ------------------ | ------------------ | ------------------ | ------------------ |
| 1857               | 1869               | 1880               | 1890               | 1900               | 1910               | 1921               | 1931               | 1948               | 1953               | 1961               | 1971               | 1981               | 1991               | 2001               | 2011               |
| 137                | 160                | 173                | 208                | 212                | 205                | 180                | 196                | 152                | 150                | 142                | 121                | 74                 | 51                 | 31                 | 24                 |

## Nevezetességei
Szent Leopold Mandić tiszteletére szentelt kápolnája.